# ザクセン自由州 (1918年-1952年)

ザクセン自由州
Freistaat Sachsen

1920年のザクセン自由州

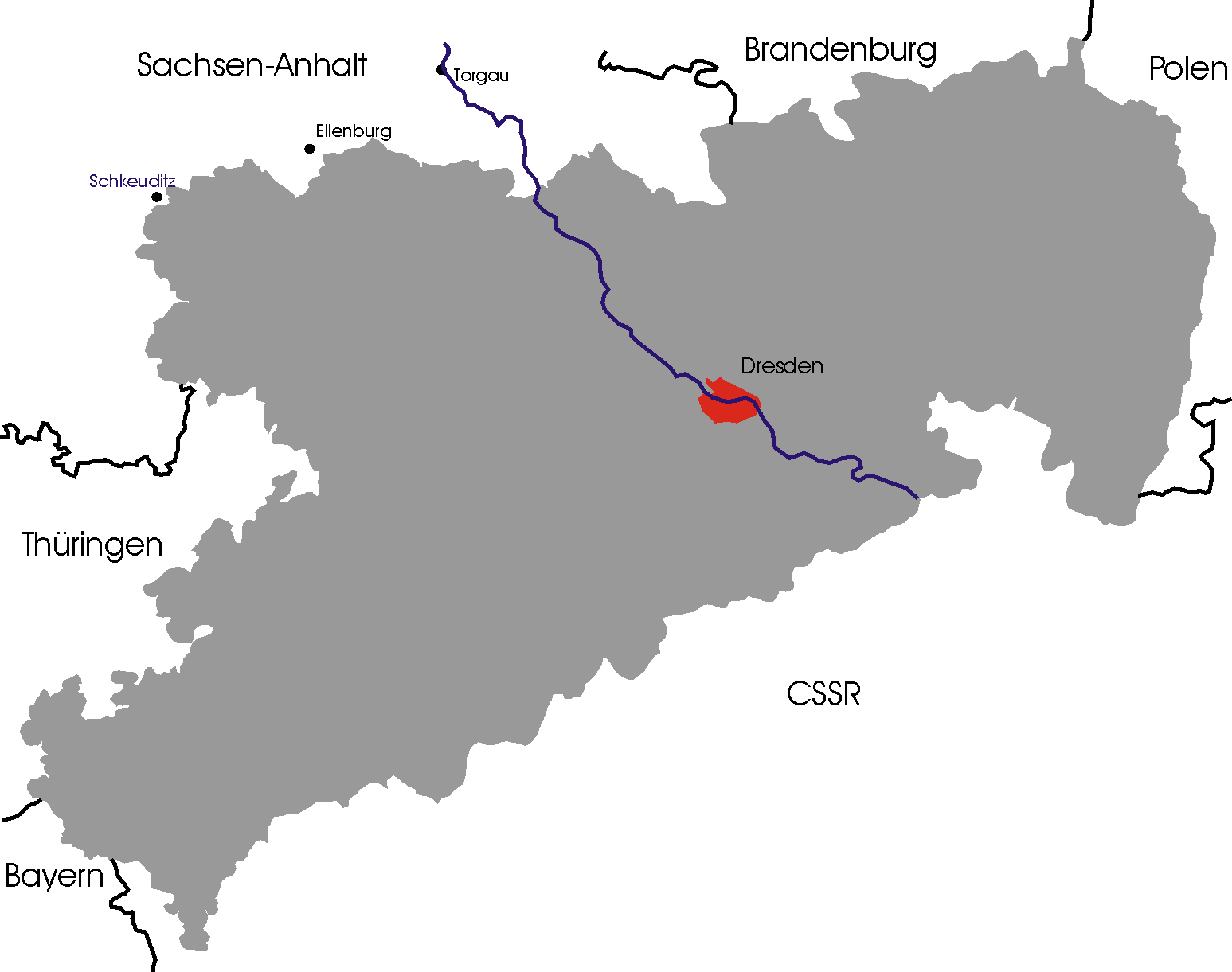
ザクセン自由州の位置。1945-1952年の地図

ザクセン自由州またはザクセン自由国 (ドイツ語: Freistaat Sachsen) は、1918年のドイツ革命で消滅したザクセン王国に代わって成立したドイツ国の州である。ヴァイマル共和政からナチス・ドイツ、第二次世界大戦後のソ連による占領を経てドイツ民主共和国の州となり、1952年に県に分割されて解体された。

## 歴史

### 自由州の成立
ドイツ革命が勃発して間もない1918年11月8日、ザクセン労兵レーテ評議会がザクセン国王フリードリヒ・アウグスト3世の退位を求めて蜂起した。これに対して、国王はザクセン軍にレーテへの攻撃を控えるよう命じ、11月13日に避難先のグーテボルン城で退位宣言を発した。
11月15日、暫定政権としてドイツ独立社会民主党のリヒャルト・リピンスキを首班とするザクセン共和国人民委員評議会が発足し、11月28日には21歳以上の男女に普通、平等、直接、秘密の選挙権（比例代表制）が導入する決定が行われた。1919年2月2日に行われた人民議会選挙を経て、2月25日に暫定憲法が成立してザクセン自由州を宣言した。
1920年4月19日、ザクセン州務省は人民議会に憲法草案を提出した。この憲法草案は暫定憲法とプロイセン自由州憲法の影響を受けたほか、1919年8月11日のドイツ国憲法に適合した。
草案は1920年5月12日の第一読会で議論され、人民議会は特別委員会を選出した。特別委員会はドイツ共産党を除く全ての政治勢力から選出され、内訳はドイツ社会民主党から7人、ドイツ民主党から4人、ドイツ独立社会民主党から3人、ドイツ国家人民党から3人、ドイツ人民党から1人が選ばれた。自由州憲法は1920年10月26日に全会一致で採択され、1920年11月1日に施行された。

### テューリンゲン州との境界調整
1928年にはテューリンゲン州との間で境界の調整が行われ、ザクセン自由州の土地1,778ヘクタールおよび住民2,900人がテューリンゲン州に、テューリンゲン州の土地1,115ヘクタールおよび住民4,890人がザクセン自由州に移管された。

### 州議会選挙
1919年の人民議会選挙から1930年までの州議会選挙の結果は下記の通りである。
| 選挙実施年 | SPD             | DDP             | USPD            | DNVP            | DVP             | CVP           | USPD右派        | USPD左派      | 中央党        | KPD             | WP              | VRP           | ASPS          | NSFB          | SLV           | NSDAP           | CSVD          | VNRV          |
| ---------- | --------------- | --------------- | --------------- | --------------- | --------------- | ------------- | --------------- | ------------- | ------------- | --------------- | --------------- | ------------- | ------------- | ------------- | ------------- | --------------- | ------------- | ------------- |
| 1919年     | 41,6 % – 42議席 | 22,9 % – 22議席 | 16,3 % – 15議席 | 14,4 % – 13議席 | 3,9 % – 4議席   | 1,0 % – 0議席 | –               | –             | –             | –               | –               | –             | –             | –             | –             | –               | –             | -             |
| 1920年     | 28,3 % – 27議席 | 7,7 % – 8議席   | –               | 21,0 % – 20議席 | 18,6 % – 18議席 | –             | 13,9 % – 13議席 | 2,9 % – 3議席 | 1,1 % – 1議席 | 5,7 % – 6議席   | –               | –             | –             | –             | –             | –               | –             | -             |
| 1922年     | 41,8 % – 40議席 | 8,4 % – 8議席   | –               | 19,0 % – 19議席 | 18,7 % – 19議席 | –             | –               | –             | –             | 10,5 % – 10議席 | –               | –             | –             | –             | –             | –               | –             | -             |
| 1926年     | 32,1 % – 31議席 | 4,7 % – 5議席   | –               | 14,5 % – 14議席 | 12,8 % – 12議席 | –             | –               | –             | –             | 14,5 %– 14議席  | 10,0 % – 10議席 | 4,2 % – 4議席 | 4,2 % – 4議席 | 1,6 % – 2議席 | –             | –               | –             | -             |
| 1929年     | 34,3 % – 33議席 | 4,3 % – 4議席   | –               | 8,1 % – 8議席   | 13,5 % – 13議席 | –             | –               | –             | –             | 12,8 % – 12議席 | 11,3 % – 11議席 | 2,6 % – 3議席 | 1,5 % – 2議席 | –             | 5,2 % – 5議席 | 5,0 % – 5議席   | –             | –             |
| 1930年     | 33,4 % – 32議席 | 3,3 % – 3議席   | –               | 4,8 % – 5議席   | 8,7 % – 8議席   | –             | –               | –             | –             | 13,6 % – 13議席 | 10,6 % – 10議席 | 1,7 % – 2議席 | –             | –             | 4,6 % – 5議席 | 14,4 % – 14議席 | 2,2 % – 2議席 | 1,5 % – 2議席 |

※議席を獲得できなかった政党の得票率が含まれないため、合計は100%にならない。

### 1933年から1945年まで

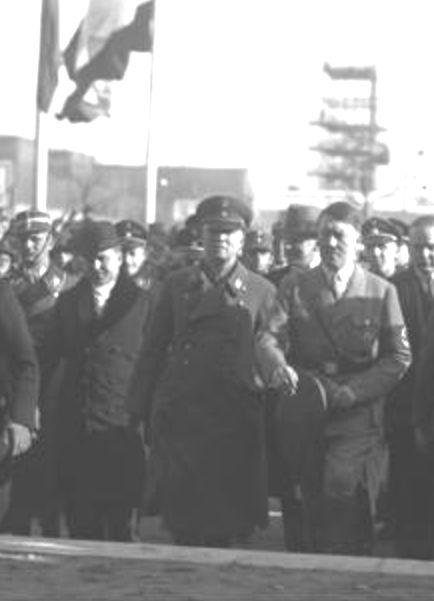
1934年のライプツィヒ・メッセに出席したヒトラーとザクセン大管区指導者マルティン・ムッチュマン

ナチ党は1930年のザクセン州議会選挙で14,4%の得票率を獲得して第二党に躍進したものの、社会民主党が第一党の座を占めていた。
選挙後の組閣でもドイツ人民党のヴァルター・シークが州首相に選出され、内閣を組閣したが、ナチ党からの入閣はなかった。
1933年3月ドイツ国会選挙でザクセン自由州内にあった3選挙区の得票率はライプツィヒ選挙区が40%、ドレスデン選挙区が43.6%、ケムニッツ選挙区が50%と、ケムニッツ選挙区以外はナチ党の獲得した43.9%の得票率を下回った。
強制的同一化の過程でヒトラー内閣は1933年5月5日にマルティン・ムッチュマンをザクセン自由州の国家代理官に任命し、ムッチュマンは1935年にマンフレート・フォン・キリンガーから州首相職を引き継いだ。
1934年1月30日のドイツ国再建に関する法（ライヒ新構成法）によってザクセン自由州は他の州と同様に自治権が停止され、ナチ党のザクセン大管区とほとんど同一化された。
第二次世界大戦末期の1945年2月13日と2月14日、ドレスデンは連合国軍による大規模空爆によって廃墟となった。1945年4月25日、アメリカ軍とソビエト軍の兵士がトルガウで出会った（「エルベの誓い」）。占領地域の境界は連合国によって事前に決定されていたため、ザクセン州は1945年7月にソビエト軍が占領した。このうち、南部のシュヴァルツェンベルク地域は「シュヴァルツェンベルク自由共和国」と呼ばれる空白地域となっていたほか、ツヴィッカウはアメリカ軍の占領下にあった。一方でドイツとポーランドとの新しい国境線よりも東側の地域にあったザクセン自由州ライヒェナウ一帯の領土はポーランドに編入され、ドルヌィ・シロンスク県ズゴジェレツ郡ボガティニャ市となった。

### 1945年から1952年まで

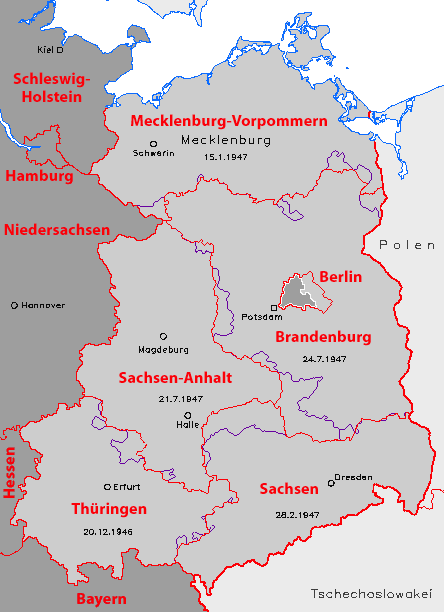
1947年と1990年における州境の差異

ドイツの戦後処理において、在独ソ連軍政府は1945年7月に占領下にあった各地区に政府を置いた。ザクセン州首相にはルドルフ・フリードリヒスが任命された。
占領下のザクセン州では1945年5月にドレスデンでドイツ共産党のアントン・アッカーマンが政党活動を開始したのを皮切りに、各政党の活動が再開されたが、ドイツ社会民主党とドイツ共産党のザクセン州支部は1946年4月22日に行われた統合によるドイツ社会主義統一党の結成よりも早くに統合されていた。
ザクセン州議会の第1回選挙は1946年10月20日に実施され、ソ連の後ろ楯を得たドイツ社会主義統一党が得票率49.1％で第一党となり、自由民主党が24.7％、キリスト教民主同盟が23.3%、農民相互協力協会が1.7％と続いた。1947年7月にフリードリヒスが死亡すると、マックス・セイデヴィッツが州首相となった。1947年2月には州憲法が採択されたが、州議会のすべての決議は在独ソ連軍政府の承認を経なければならなかった。 
1949年10月にドイツ民主共和国が建国されると、1950年10月に第2回州議会選挙が行われた。この選挙は、すべての政党が合同して選挙連合「国民戦線」を結成した上で行われたもので、 候補者リストもあらかじめ体制側が決めた議席配分に基づくものであった。すなわち、実際にはドイツ社会主義統一党率いる翼賛体制への信任投票に過ぎず、投票率も実に99.8％に上った。この選挙に続いて、議会上院にあたる共和国参議院に13人の州代表が送られたが、結局これは最初にして最後の事例となった。ドイツ社会主義統一党は従来ドイツが採用していた連邦制ではなく、中央集権的な単一国家の建設を志向していたことから、1952年7月のドイツ民主共和国憲法の改正により州は解体された。5つあった州はそれぞれ解体されて14の県 (Bezirke)に再編され、ザクセン州はライプツィヒ県、ドレスデン県、ケムニッツ県（カール＝マルクス＝シュタット県）の3県に分割された。その後、1958年には共和国参議院も廃止され、1968年と1974年に行われた憲法改正を経て、1989年のベルリンの壁崩壊まで、連邦制はドイツ民主共和国において徹底的に排除された。1990年3月に同国初の自由選挙が実施されてドイツ再統一を主張する保守連合「ドイツ連合」が勝利すると、1990年7月23日に県を統合した上で境界を調整して新たに5州（新連邦州）が設置された。人民議会は8月23日に新連邦州が西ドイツ基本法第23条に基づいて10月3日にドイツ連邦共和国に加盟すると決議したことでドイツ再統一が果たされた。

## 歴代州首相
| 代 | 氏名 (独語)                                              | 所属政党 | 就任日         | 退任日         |
| -- | -------------------------------------------------------- | -------- | -------------- | -------------- |
| 1  | リヒャルト・リピンスキ (Richard Lipinski)                | USPD     | 1918年11月15日 | 1919年1月21日  |
| 2  | ゲオルク・グラッドナウアー (Georg Gradnauer)             | SPD      | 1919年1月21日  | 1920年5月4日   |
| 3  | ヴィルヘルム・ブーフ (Wilhelm Buck)                      | SPD      | 1920年5月4日   | 1923年3月21日  |
| 4  | エーリヒ・ツァイグナー (Erich Zeigner)                   | SPD      | 1923年3月21日  | 1923年10月29日 |
| 5  | ルドルフ・ハインツェ (Rudolf Heinze)                     | DVP      | 1923年10月29日 | 1923年10月31日 |
| 6  | アルフレート・フェリシュ (Alfred Fellisch)               | SPD      | 1923年10月31日 | 1924年1月4日   |
| 7  | マックス・ヘルト (Max Heldt)                             | SPD      | 1924年1月4日   | 1929年6月26日  |
| 8  | ヴィルヘルム・ビュンガー (Wilhelm Bünger)                | DVP      | 1929年6月26日  | 1930年2月18日  |
| 9  | ヴァルター・シーク (Walther Schieck)                     | DVP      | 1930年5月6日   | 1933年3月10日  |
| 10 | マンフレート・フォン・キリンガー (Manfred von Killinger) | NSDAP    | 1933年3月10日  | 1935年2月28日  |
| 11 | マルティン・ムッチュマン (Martin Mutschmann)             | NSDAP    | 1935年3月1日   | 1945年5月7日   |
| 12 | ルドルフ・フリードリヒス (Rudolf Friedrichs)             | SPD SED  | 1945年7月4日   | 1947年6月13日  |
| 13 | マックス・セイデヴィッツ (Max Seydewitz)                 | SED      | 1947年7月31日  | 1952年7月23日  |